# 최금
최금(崔今, 15??년 ~ 1597년)은 조선 중기의 백성이다. 정유재란 당시 피난 중에 남편과 두 아들이 왜군에게 죽임을 당하자 왜군 한 명을 죽이고 살해당했다.

## 생애
최금(崔今)은 16세기 조선 전라도 옥과현의 양민 여성으로 사노(私奴) 구억진(具億進)의 아내였다. 정유재란이 일어나자 남편을 따라 두 아들을 거느리고 산중으로 왜군을 피하였는데, 왜군이 갑자기 이르러 남편 구억진을 먼저 죽이고 또 두 아들을 죽였다. 그녀는 돌을 가지고 돌진하여 왜군 한 명을 죽이고 살해당했다. 후에 국왕 광해군이 정문(旌門)을 내렸다. 1617년 광해군 9년 왕명에 의하여 홍문관 부제학 이성(李惺) 등이 편찬한 책인 《동국신속삼강행실도》 열녀 편에 최금의 행적이 기록되어 있다.

## 참고 문헌
- 《동국신속삼강행실도》